# Entodon distans
Entodon distans är en bladmossart som beskrevs av Mitten 1869. Entodon distans ingår i släktet Entodon och familjen Entodontaceae. Inga underarter finns listade i Catalogue of Life.